# Samugheo
Samugheo (sardinsky: Samughèo) je italská obec (comune) v provincii Oristano v regionu Sardinie. Nachází se ve výšce 370 metrů nad mořem a má přibližně 2 800 obyvatel. Rozloha obce je 81,28 km².